# 1424
Il 1424 (MCDXXIV in numeri romani) è un anno bisestile del XV secolo.

## Eventi
- Amedeo VI di Savoia ottiene il titolo di Principe di Piemonte.
- Il feudo di Challand viene eretto in contea, Francesco di Challant che ne è signore viene nominato primo Conte.
- 16 marzo - Viene fondata la Lega Grigia, la prima delle Tre Leghe (con la Lega Caddea e la Lega delle Dieci Giurisdizioni) che formano l'odierno Canton Grigioni.
- 5 giugno - Si conclude la Guerra dell'Aquila con la sconfitta di Braccio da Montone.
- 28 luglio - Battaglia di Zagonara: Si affrontano le truppe della Repubblica di Firenze e le milizie del Ducato di Milano.
- 17 agosto - Battaglia di Verneuil: Nel corso della Guerra dei cent'anni gli inglesi conseguono una schiacciante vittoria contro i francesi e i loro alleati scozzesi.
- Viene pagato il riscatto per Giacomo I di Scozia, prigioniero degli inglesi da 18 anni.

## Nati
- 1º gennaio - Ludovico IV del Palatinato, nobile tedesco († 1449)
- 8 febbraio - Cristoforo Landino, umanista, poeta e filosofo italiano († 1498)
- 21 febbraio - Benedetto degli Alessandri, nobile e politico italiano († 1493)
- 9 giugno - Bianca di Trastámara, principessa spagnola († 1464)
- 2 agosto - Giovanni II di Lorena, duca francese († 1470)
- 10 agosto - Bonifacio III del Monferrato, marchese († 1494)
- 31 ottobre - Ladislao III di Polonia, re († 1444)
- 25 dicembre - Margherita Stewart, principessa scozzese († 1445)
- García Álvarez de Toledo y Carrillo, nobile e ufficiale spagnolo († 1488)
- Beatrice de Silva, religiosa portoghese († 1492)
- Sante Bentivoglio, nobile († 1463)
- Piero Borgi, matematico italiano
- Isabella di Chiaromonte, sovrana italiana († 1465)
- Federico di Altmark, nobile († 1463)
- Abu Sa'id Mirza, sovrano persiano († 1469)
- Bonino Mombrizio, umanista, scrittore e filologo italiano († 1478)
- Jacopo Orsini, nobile italiano († 1482)
- Tommaso Portinari, banchiere e mecenate italiano († 1501)
- Sagramoro Sagramori, vescovo cattolico e diplomatico italiano († 1482)
- Tito Vespasiano Strozzi, poeta italiano († 1505)
- Alessandro Tartagni, giurista italiano († 1477)
- Al-ʿAzīz Jamāl al-Dīn Yūsuf, sultano egiziano
- Luigi I del Palatinato-Zweibrücken, nobile tedesco († 1489)
- Adrian von Bubenberg, militare e politico svizzero († 1479)

## Morti
- 4 gennaio - Giacomo Attendolo, condottiero italiano (n. 1369)
- 25 marzo - Odette de Champdivers, nobile francese (n. 1385)
- 31 marzo - Siegfried Lander von Spanheim
- 14 aprile - Lucia Visconti (n. 1372)
- 16 aprile - Corrado IV di Friburgo, nobile svizzero
- 10 maggio - Go-Kameyama, imperatore giapponese (n. 1347)
- 2 giugno - Giannetto d'Acquasparta, condottiero italiano
- 5 giugno - Braccio da Montone, nobile e condottiero italiano (n. 1368)
- 10 giugno - Ernesto I d'Asburgo, duca (n. 1377)
- 16 giugno - Johannes Ambundii, arcivescovo cattolico tedesco (n. 1365)
- 11 agosto - Pietro Morosini, cardinale italiano
- 12 agosto - Yongle, imperatore cinese (n. 1360)
- 17 agosto - Archibald Douglas, IV conte di Douglas, nobile e militare scozzese (n. 1372)
- 17 agosto - Guglielmo II di Narbona, nobile francese
- 17 agosto - John Stewart, conte di Buchan, militare e nobile scozzese
- 11 ottobre - Jan Žižka, generale ceco
- 26 novembre - Danutė di Lituania, principessa lituana
- Isabella d'Aragona, contessa (n. 1380)
- Nicolò Castagna, nobile e politico italiano
- Ilario Doria, nobile, diplomatico e traduttore italiano
- Feltrino II Gonzaga, nobile e condottiero italiano
- Intharacha, sovrano siamese (n. 1359)
- Mariotto di Nardo, pittore italiano
- Maud Francis, contessa inglese (n. 1370)
- Stefano Mucciarelli, cardinale italiano
- Philip Repyngdon, cardinale e vescovo cattolico gallese
- Giovanni Sercambi, scrittore e illustratore italiano
- Pietro Spaur, nobile austriaco (n. 1345)
- Stefano Zaccaria, arcivescovo italiano
- Rodolfo III da Varano, condottiero e politico italiano
- Elisabetta di Kleve, principessa tedesca (n. 1378)

## Calendario
| Calendario 1424 | Calendario 1424 | Calendario 1424 | Calendario 1424 | Calendario 1424 | Calendario 1424 | Calendario 1424 | Calendario 1424 | Calendario 1424 | Calendario 1424 | Calendario 1424 | Calendario 1424 | Calendario 1424 | Calendario 1424 | Calendario 1424 | Calendario 1424 | Calendario 1424 | Calendario 1424 | Calendario 1424 | Calendario 1424 | Calendario 1424 | Calendario 1424 | Calendario 1424 | Calendario 1424 | Calendario 1424 | Calendario 1424 | Calendario 1424 | Calendario 1424 | Calendario 1424 | Calendario 1424 | Calendario 1424 | Calendario 1424 | Calendario 1424 |
| --------------- | --------------- | --------------- | --------------- | --------------- | --------------- | --------------- | --------------- | --------------- | --------------- | --------------- | --------------- | --------------- | --------------- | --------------- | --------------- | --------------- | --------------- | --------------- | --------------- | --------------- | --------------- | --------------- | --------------- | --------------- | --------------- | --------------- | --------------- | --------------- | --------------- | --------------- | --------------- | --------------- |
|                 | 1               | 2               | 3               | 4               | 5               | 6               | 7               | 8               | 9               | 10              | 11              | 12              | 13              | 14              | 15              | 16              | 17              | 18              | 19              | 20              | 21              | 22              | 23              | 24              | 25              | 26              | 27              | 28              | 29              | 30              | 31              |                 |
| Gennaio         | Sa              | Do              | Lu              | Ma              | Me              | Gi              | Ve              | Sa              | Do              | Lu              | Ma              | Me              | Gi              | Ve              | Sa              | Do              | Lu              | Ma              | Me              | Gi              | Ve              | Sa              | Do              | Lu              | Ma              | Me              | Gi              | Ve              | Sa              | Do              | Lu              |                 |
| Febbraio        | Ma              | Me              | Gi              | Ve              | Sa              | Do              | Lu              | Ma              | Me              | Gi              | Ve              | Sa              | Do              | Lu              | Ma              | Me              | Gi              | Ve              | Sa              | Do              | Lu              | Ma              | Me              | Gi              | Ve              | Sa              | Do              | Lu              | Ma              |                 |                 |                 |
| Marzo           | Me              | Gi              | Ve              | Sa              | Do              | Lu              | Ma              | Me              | Gi              | Ve              | Sa              | Do              | Lu              | Ma              | Me              | Gi              | Ve              | Sa              | Do              | Lu              | Ma              | Me              | Gi              | Ve              | Sa              | Do              | Lu              | Ma              | Me              | Gi              | Ve              |                 |
| Aprile          | Sa              | Do              | Lu              | Ma              | Me              | Gi              | Ve              | Sa              | Do              | Lu              | Ma              | Me              | Gi              | Ve              | Sa              | Do              | Lu              | Ma              | Me              | Gi              | Ve              | Sa              | Do              | Lu              | Ma              | Me              | Gi              | Ve              | Sa              | Do              |                 |                 |
| Maggio          | Lu              | Ma              | Me              | Gi              | Ve              | Sa              | Do              | Lu              | Ma              | Me              | Gi              | Ve              | Sa              | Do              | Lu              | Ma              | Me              | Gi              | Ve              | Sa              | Do              | Lu              | Ma              | Me              | Gi              | Ve              | Sa              | Do              | Lu              | Ma              | Me              |                 |
| Giugno          | Gi              | Ve              | Sa              | Do              | Lu              | Ma              | Me              | Gi              | Ve              | Sa              | Do              | Lu              | Ma              | Me              | Gi              | Ve              | Sa              | Do              | Lu              | Ma              | Me              | Gi              | Ve              | Sa              | Do              | Lu              | Ma              | Me              | Gi              | Ve              |                 |                 |
| Luglio          | Sa              | Do              | Lu              | Ma              | Me              | Gi              | Ve              | Sa              | Do              | Lu              | Ma              | Me              | Gi              | Ve              | Sa              | Do              | Lu              | Ma              | Me              | Gi              | Ve              | Sa              | Do              | Lu              | Ma              | Me              | Gi              | Ve              | Sa              | Do              | Lu              |                 |
| Agosto          | Ma              | Me              | Gi              | Ve              | Sa              | Do              | Lu              | Ma              | Me              | Gi              | Ve              | Sa              | Do              | Lu              | Ma              | Me              | Gi              | Ve              | Sa              | Do              | Lu              | Ma              | Me              | Gi              | Ve              | Sa              | Do              | Lu              | Ma              | Me              | Gi              |                 |
| Settembre       | Ve              | Sa              | Do              | Lu              | Ma              | Me              | Gi              | Ve              | Sa              | Do              | Lu              | Ma              | Me              | Gi              | Ve              | Sa              | Do              | Lu              | Ma              | Me              | Gi              | Ve              | Sa              | Do              | Lu              | Ma              | Me              | Gi              | Ve              | Sa              |                 |                 |
| Ottobre         | Do              | Lu              | Ma              | Me              | Gi              | Ve              | Sa              | Do              | Lu              | Ma              | Me              | Gi              | Ve              | Sa              | Do              | Lu              | Ma              | Me              | Gi              | Ve              | Sa              | Do              | Lu              | Ma              | Me              | Gi              | Ve              | Sa              | Do              | Lu              | Ma              |                 |
| Novembre        | Me              | Gi              | Ve              | Sa              | Do              | Lu              | Ma              | Me              | Gi              | Ve              | Sa              | Do              | Lu              | Ma              | Me              | Gi              | Ve              | Sa              | Do              | Lu              | Ma              | Me              | Gi              | Ve              | Sa              | Do              | Lu              | Ma              | Me              | Gi              |                 |                 |
| Dicembre        | Ve              | Sa              | Do              | Lu              | Ma              | Me              | Gi              | Ve              | Sa              | Do              | Lu              | Ma              | Me              | Gi              | Ve              | Sa              | Do              | Lu              | Ma              | Me              | Gi              | Ve              | Sa              | Do              | Lu              | Ma              | Me              | Gi              | Ve              | Sa              | Do              |                 |